# Paesaggio dopo la battaglia
Paesaggio dopo la battaglia (Krajobraz po bitwie) è un film del 1970 diretto da Andrzej Wajda. Il film è basato sulle esperienze di Tadeusz Borowski, sopravvissuto all'Olocausto.

## Trama
Il film narra la drammatica storia d’amore tra un intellettuale polacco e una ragazza ebrea appena liberata da un campo di concentramento nazista. 